# Leedy Trio
Het Leedy Trio was een Nederlands muzikaal trio dat amusementsmuziek speelde. Het kende een wisselende samenstelling. Het begon in 1947 en eindigde midden jaren 70.
De bekendste leden waren:
- Ger Faber (contrabas, ook manager bij Basart Records International[1])
- John Möring (piano), later producer bij Bovema
- Tonny Dijkman (piano, vervanger van Möring)
- Ad Veen (piano, vervanger van Dijkman)
- Bert Bibaz (gitaar, zang)

## Hits
- 1959 - Baaaaalen!!!
- 1960 - Beestjes
- 1961 - Ik ben de kluts kwijt
- 1968 - Ajax Ajax/Ajax is Zo! (haalde bijna de Nederlandse Top 40 met hoesontwerp van Dik Bruynesteyn)
- 1971[bron?] - Ay-ay-ay! -die Caballero (reclameplaatje voor sigarettenmerk Caballero)

## Albums
- 1968 - Leedy Trio 21 jaar jong (muziekproducent: Willem Duys)
- 1972 - Oud Hollands

## Trivia
- Bassist Ger Faber (1917-1998) was getrouwd met zangeres Conny Vandenbos (1937-2002).[1]